# Bugsy Malone
Bugsy Malone ist eine Filmkomödie von Alan Parker aus dem Jahr 1976, in der alle Rollen von Kindern und Jugendlichen gespielt werden, wobei diese Erwachsene darstellen.

## Handlung
In der Musicalkomödie Bugsy Malone geht es um den Bandenkrieg zur Zeit der Prohibition in den USA. Der Protagonist Bugsy Malone tritt in die Dienste des Gangsters Fat Sam. Er hilft diesem im Kampf gegen eine rivalisierende Bande, die durch neue Waffen zunächst haushoch überlegen ist.
Der Film beginnt mit einer kurzen Actionszene, in der der Gangster Roxy Robinson von feindlichen Gangmitgliedern mit „Frostkanonen“ (Sahnetorten verschießenden Maschinenpistolen) unter Beschuss genommen wird. Dies setzt seiner kriminellen Karriere ein abruptes Ende, da jedes Opfer als „abgewaschen“ gilt. Fat Sam, Chef einer Speakeasy, stellt sich selbst und Bugsy Malone, einen abgebrannten Boxpromoter, vor. („Bugsy Malone“).
In Fat Sams Spelunke herrschen Tanz und Gesang („Fat Sam's Grand Slam“), doch Fat Sam fürchtet sich vor einem Übernahmeversuch seines persönlichen Rivalen Dandy Dan. Blousey Brown, eine aufstrebende Sängerin, begegnet Bugsy, der versehentlich über ihr Gepäck stolpert. Er ist sofort von ihr angetan und beginnt mit ihr zu flirten. Plötzlich stürmen Dandy Dans Handlanger das Fat Sam's und verbreiten mit ihren Frostkanonen ein heilloses Chaos. Fat Sam schickt seine verbliebenen Untergebenen aus, um die Waffen unschädlich zu machen; doch sie geraten in einer Wäscherei in einen Hinterhalt und werden von Dandy Dans Gang komplett abgewaschen. Bugsy kehrt in das Fat Sam's zurück, um für Blousey einen neuen Auftritt zu arrangieren. Er trifft aber lediglich Fat Sams Freundin, die Barsängerin Tallulah, an, die ihm prompt Avancen macht. Als Bugsy ihre Flirtversuche abwehrt, küsst Tallulah ihn in dem Moment, als Blousey erscheint, auf die Stirn und erweckt dadurch ihre Eifersucht. Blousey hält ihren Auftritt ab und wird von Fat Sam engagiert, doch sie weigert sich, mit Bugsy zu sprechen („I'm Feelin' Fine“).
Fat Sam nimmt Bugsy zu einem Treffen mit Dandy Dan mit, das sich als Falle entpuppt. Bugsy rettet Fat Sam und erhält von diesem zur Belohnung $200. Bugsy und Blousey versöhnen sich und verlieben sich bei einem Seeausflug. Bei der Rückkehr in die Stadt verspricht Bugsy Tickets nach Hollywood zu kaufen, doch als er Sams Wagen in die Garage zurückbringt, wird er attackiert und das Geld gestohlen. In diesem Moment kommt ihm Leroy Smith zu Hilfe, der die Angreifer zusammenschlägt. Bugsy erkennt in Leroy ein potentielles Boxtalent, stellt ihn Cagey Joe vor und unterstützt ihn beim Training („So You Wanna Be a Boxer“).
Fat Sam bittet Bugsy noch einmal um Hilfe, nachdem sein Assistent Knuckles abgewaschen wurde. Bugsy lehnt zuerst ab, sieht die angebotenen $400 dann aber als Chance, sein Versprechen an Blousey zu erfüllen. Als Blousey jedoch herausfindet, dass Bugsy die Tickets nach Hollywood noch nicht gekauft hat, ist sie tief enttäuscht („Ordinary Fool“). Bugsy und Leroy folgen Dandy Dans Männern zu einem Warenhaus, wo sie die Frostkanonen erkennen. Bugsy versichert sich der Unterstützung einer großen Gruppe arbeitsloser irischer Einwanderer in einer Suppenküche („Down and Out“). Sie stehlen die Waffenkisten und kehren in das Fat Sam's zurück, das kurz darauf von Dandy Dans Gang gestürmt wird. Es bricht eine gigantische Sahnetortenschlacht aus, in deren Verlauf auch der Pianospieler Razmataz getroffen wird. Dieser kippt vornüber und produziert mit seinem Kopf eine durchdringende Klaviernote, worauf das Chaos schlagartig zum Stillstand kommt. Der komplett sahnebeschmierte Cast kommt zur Abschlussnummer zusammen („You Give a Little Love“). Die Anwesenden erkennen, dass sie Freunde sein können, und Bugsy und Blousey verabschieden sich nach Hollywood.

## Besonderheiten
- Wie in Bugsy Melone werden nur in dem Film The Annunciation sämtliche Rollen ebenfalls von Kindern gespielt. Das Vorbild stammt aus der Baby-Burlesk-Filmreihe. Die Rollen werden in diesem Film allerdings von älteren Kindern gespielt.

- Die „Waffen“, die verwendet werden, sind Sahnetorten bzw. „Frostkanonen“. Diese „Frostkanonen“ sehen aus wie Maschinenpistolen aus den 1930er Jahren, aber sie schießen mit Sahneschaum. Auch die Oldtimerautos werden durch umweltfreundlichen Tretantrieb betrieben, und die verbotenen Getränke im Gangsterclub sind allesamt alkoholfrei.

## Kritiken
„Eine stilsichere Parodie auf den amerikanischen Gangsterfilm der dreißiger Jahre, hinreißend gespielt, gesungen und getanzt ausschließlich von Kindern. Doch obwohl aus den Maschinenpistolen der minderjährigen Al Capones und John Dillingers nur Schlagsahne abgefeuert wird, ist ‚Bugsy Malone‘ keineswegs nur ein Film für Kinder.“

„Von Kindern gespielte Parodie auf den klassischen amerikanischen Gangsterfilm; in jeder Rolle und Szene getreu getroffen, aber ohne echte ironische Kraft, so daß an Stelle einer verfremdenden Entlarvung nur Verharmlosung erreicht wird. Sehenswert wegen der formalen Leistungen, aber nur für intime Kenner der Gattung ein intellektuelles Vergnügen.“

## Auszeichnungen
Der Film nahm am Wettbewerb der Internationalen Filmfestspiele von Cannes 1976 teil. Die Musik von Paul Williams wurde 1977 für einen Oscar nominiert. Der Film erhielt außerdem fünf BAFTA Awards sowie eine Golden-Scroll-Nominierung für den besten Fantasyfilm.